# Theatre Royal (Brighton)
Das Theatre Royal, Brighton ist ein Theater in Brighton, England und ein Bestandteil der West-End-Theater. Es beherbergt u. a. tourende Musicals und Theatervorstellungen. Auch Oper und Ballett kommen zur Aufführung.

## Geschichte
Bereits 1766 gab es in Brighthelmstone, wie Brighton zuvor hieß, ein Theater in einer umgebauten Scheune. 1806 gab der Prince of Wales (später  Georg IV.) die Erlaubnis (Royal Assent) zum Bau eines neuen Theaters. Es wurde am 27. Juni 1807 mit dem Stück Hamlet von William Shakespeare, mit Charles Kemble in der Hauptrolle, eröffnet. Das Theater kam später jedoch in Schwierigkeiten und wurde 1854 vom Schauspieler Henry John Nye Chart erworben, der es mithilfe des Theaterarchitekten Charles J. Phipps renovieren und erweitern ließ.
Das Theater gewann seine Reputation und Wirtschaftlichkeit zurück und wurde nach dem Tode Charts von seiner Frau weitergeführt. Sie war somit auch eine der ersten Frauen, die ein Theater leiteten.
Das Theater besaß einen versteckten Alkoholausschank („Gulp Bar“) hinter den Kulissen, in der Schauspieler auch während der Aufführungen Getränke zu sich nehmen konnten.
In den 1920er Jahren erlaubte es die gute finanzielle Situation angrenzende Gebäude wie das Colonnade Hotel zu erwerben und den Zuschauerraum des Theaters zu erweitern.
Ab Mitte des 20. Jahrhunderts wuchs die Bedeutung und das nationale Ansehen des Theaters weiter. Ibsen, Terence Rattigan, Coward und Orton führten dort ihre Stücke zuerst auf, bevor sie auf anderen Bühnen des West Ends spielten. Die Schauspielerdynastie der Regraves (aus der auch Vanessa Redgrave stammt), Laurence Olivier, John Gielgud, Charlton Heston, Marlene Dietrich, Margot Fonteyn, Rex Harrison, Judi Dench und Paul Scofield traten im Theatre Royal auf.

## Das Theater heute
1984 erwarb der Londoner Impresario David Land das Theater und subventionierte aus eigener Tasche die dortigen Produktionen. Man spricht von 400.000 Pfund pro Jahr, welche er investierte. Land und später sein Sohn Brook betrieben das Theater für 15 Jahre und belebten es mit modernen Stücken.

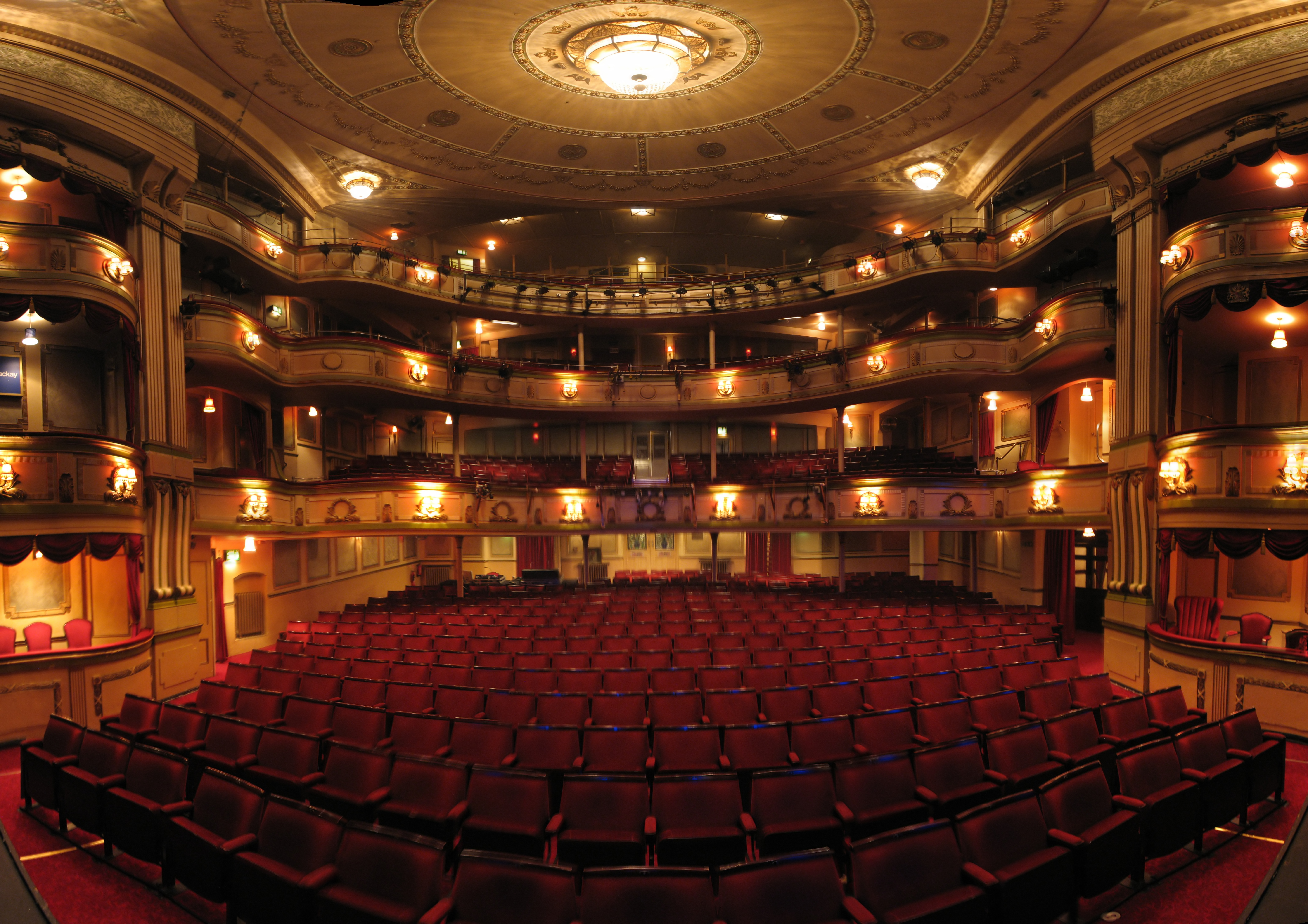
Innenraum

1999 wurde das Theatre Royal an die Ambassador Theatre Group verkauft, deutlich modernisiert und behindertengerecht umgebaut. 2007 dann feierte das Theatre in Anwesenheit der britischen Königin Elisabeth II. seinen 200. Jahrestag. Heute bietet der Ort zusätzlich Backstage-Touren an.
In den letzten Jahren hat sich das Theatre Royal Brighton dazu entschlossen einer breiteren Bevölkerungsschicht eine Alternative zur englischen Pantomime anzubieten, welche in der Vergangenheit oft Bestandteil der Weihnachtsaufführungen war. Diese Stücke werden nun immer öfter durch beliebte Shows, etwa Monty Python’s Spamalot (2011), The Rocky Horror Show (2012) oder Priscilla Queen of the Desert (2013), ersetzt.
Während des jährlichen stattfindenden Brighton Festivals veranstaltet das Theatre Royal regelmäßig gesonderte Aufführungen. 2016 gehörten dazu die Weltpremieren von Neil Bartletts „Stella“ und von „The Complete Deaths“ (ein Stück mit allen Shakespeare’schen Todesfällen der Bühne) mit der englischen Comedy-Gruppe Spymonkey und Tim Crouch.